# 笠金村
笠 金村（かさ の かなむら、生没年不詳）は、奈良時代の歌人。姓は朝臣。官職は越前守。

## 概要
『万葉集』に45首を残しているが、そのうち作歌の年次がわかるものは、霊亀元年（715年）の志貴皇子に対する挽歌から天平5年（733年）の「贈入唐使歌」までの前後19年にわたるものである。特に神亀年間（724年 - 729年）に長歌6首を詠み、車持千年・山部赤人と並んで歌人として活躍している。『万葉集』の巻6は天武天皇朝を「神代」と詠う笠金村の歌を冒頭に据えている。勅撰歌人として『玉葉和歌集』に2首が入集している。